# Сахарозаводской (станция)
Сахарозаводской (башк.: Шәкәр заводы) — станция 5 класса Башкирского региона Куйбышевской железной дороги, расположенная на однопутной неэлектрифицированной линии Карламан — Мурапталово в деревне станции Сахарозаводская Прибельского сельсовета Кармаскалинского района республики Башкортостан.

## Расположение и инфраструктура
Железнодорожная станция расположена в границах одноимённоё пристанционной деревни. Возможен подъезд от расположенной в 140 метрах к востоку от станции автодороги 80Н-337. Общественный транспорт к станции не подходит. В окрестностях станции расположены жилые дома и поля.
В 5,5 км по автодороге к востоку от станции расположен крупный посёлок Прибельский, в котором расположен известные Карламанский сахарный и молочноконсервный заводы.
Станция имеет три пути и одну боковую низкую платформу. Имеется здание вокзала. Коммерческие операции, выполняемые по станции: посадка и высадка пассажиров на (из) поезда пригородного и местного сообщения. Прием и выдача багажа не производятся.

## Дальнее сообщение
Пассажирские поезда № 371/372 Уфа — Андижан и № 381/382 Уфа — Ташкент на станции Сахарозаводской не останавливаются.

## Пригородное сообщение
Станция Сахарозаводской является промежуточной для всех пригородных поездов. Пригородное сообщение осуществляется рельсовыми автобусами РА1 и РА2. По состоянию на март 2020 года остановку на станции Сахарозаводской имеют поезда:
- Стерлитамак — Карламан (ежедневно, 1 поезд в сообщении Стерлитамак — Карламан, 2 поезда в сообщении Карламан — Стерлитамак, время в пути от/до Стерлитамака — 1 час 58 минут, от/до Карламана — 8-9 минут)
- Стерлитамак — Уфа (ежедневно, 1 пара поездов, время в пути от/до Стерлитамака — 1 час 58 минут, от/до Уфы — 1 час 34 минуты — 1 час 41 минут)

Текущее расписание пригородных поездов по железнодорожной станции Сахарозаводской можно посмотреть здесь:
- Расписание пригородных поездов. Яндекс.Расписания.